# Násilí na seniorech
Násilí na seniorech (v angličtině také známo pod zkratkou EAN Elder Abuse and Neglect Syndrom či elder mistreatment, senior abuse, abuse in later life, abuse of older adults, abuse of older women a abuse of older men) je jakákoliv forma týrání, které má za následek poškození, zranění nebo ztrátu starší osoby, způsobuje bolest či strach. Násilí na seniorech je součástí tzv. zneužívání starších osob, jež lze také definovat „jako jednotlivé či opakované činy nebo chybění přiměřené činnosti, objevující se v jakékoli souvislosti a v jakémkoli osobním vztahu, pokud lze oprávněně očekávat, že povedou k poškození či k ohrožení starého člověka“. Tuto definici přijala Světová zdravotnická organizace (WHO) z definice, kterou předložila organizace Action on Elder Abuse ve Spojeném království. Násilí je obecně považováno za negativní celospolečenský problém. Zanedbávání a týrání seniorů se převážně vyskytuje jako jeden z projevů domácího násilí uvnitř rodin (family violence, domestic violence). Tomu jsou vystaveni především slabší, závislí, znevýhodnění jedinci, ale nejen oni. Od běžné násilné trestné činnosti se domácí násilí na seniorech liší např. ambivalentními vztahy mezi nejbližšími příbuznými, což je jeden z důvodů ojedinělého nahlášení případu obětí. Pachateli jsou nejčastěji blízcí příbuzní (partner či dospělé děti), popř. osoby, s nimiž postižený žije ve společné domácnosti či v témže bytě. Alternativou je nevhodné zacházení v ústavní péči, v nemocnicích a zvláště v zařízeních dlouhodobé péče typu domovů důchodců a léčeben pro dlouhodobě nemocné.
V roce 2006 vyhlásila organizace International Network for Prevention of Elder Abuse (INPEA) 15. červen jako Světový den proti násilí na seniorech.

## Formy násilí na seniorech
- Tělesné týrání je nejhrubší a nejzjevnější forma, jehož podstatou je záměrné působení bolesti, zraňování či odpírání základních tělesných potřeb. Nejčastěji jde o brachiální násilí: bití, škrcení či srážení k zemi inspirované zhoršenou stabilitou seniora, kopání a rafinovanější vystavování tělesnému strádání, například mytí studenou vodou, odpírání jídla, léků či ošetření při bolesti. Někdy se projevuje tzv. pasivní agrese: neposkytnutí či nepřivolání pomoci nebo úmyslné nezabránění hrozícímu poranění. V ústavech hrozí používání omezovacích prostředků (restraint).[14][15] Podle WHO jde o „způsobování bolesti či zranění, o fyzický nátlak, o fyzicky či lékově navozená omezení, ve zdravotnictví především o kurtování, umisťování na zavřená oddělení či o nepřiměřené tlumení psychofarmaky.[16]
- Citové a psychické týrání je pravděpodobně nejčastější a také nejhůře postižitelná forma týrání. Zahrnuje verbální agresi jako jsou urážky, ponižování, vyhrožování či zastrašování, snižování sebeúcty a sebevědomí, omezování autonomie, manipulování. Jde také o hrubé zdůrazňování involučních a chorobných změn stáří, „nepotřebnosti, nadbytečnosti a obtížnosti“ seniorů. Časté je vyhrožování přestěhováním, vystěhováním a zvláště umístěním v dlouhodobé ústavní péči. K citovému týrání patří také úmyslné či neobvykle bezohledné likvidování a poškozování předmětů s mimořádným citovým významem pro týraného (osobní památky) či agrese proti domácím zvířatům. Může docházet také k omezování sociálních kontaktů, izolaci či omezování pohybu (zákaz vycházení z vymezené místnosti, zavřená oddělení). K závažným formám psychického týrání, které jsou někdy vymezovány samostatně, patří omezení autonomie a soukromí, včetně nevhodných režimů v zařízeních dlouhodobé péče, či omezování práva rozhodovat o sobě. V ústavech hrozí šikana, často právě jen v úrovni vyhrožování. WHO charakterizuje psychické týrání jako „působení duševního utrpení“.[16]
- Sexuální obtěžování a zneužívání je ve stáří pochopitelně nesrovnatelně menším problémem než v dětském věku. Gerontofilie[17] nabývá častěji podoby jednorázové agrese. Nejčastější formou je obtěžování a pohlavní zneužívání navzájem mezi klienty v ústavní péči, zvláště při smíšené klientele domova důchodců a ústavu sociální péče pro dospělé. Podle WHO jde o „nedobrovolný sexuální kontakt jakéhokoliv druhu, kterému je vystaven starý člověk“.[16]
- Finanční a materiální zneužívání je v seniorském věku častý jev. Jedná se zejména o vynucování peněz či změny závěti, o nevýhodné převody majetku, o omezování vlastnických a uživatelských práv. K nejzávažnějším problémům v našich podmínkách patří převody bytů, které se mnohdy blíží vyvlastňování, nemajetný senior v pozici „bezdomovce“ je pak odkázán na společenské řešení své situace. Mnohé smlouvy o prodeji bytu či o převodu uživatelských práv postrádají klauzuli o právu původního majitele (uživatele) na doživotní právo k bydlení („garanci dožití“). Tu český právní řád na rozdíl od mnohých jiných zemí nevyžaduje. Podle WHO jde o „ilegální či nepřiměřené využívání či užívání majetku a zdrojů starších osob.“[16]
- Systémové týrání (druhotné ponižování) zahrnuje společenský tlak na pobyt v ústavní péči, odchod do domova důchodců, nebo požadavek nadměrného prokazování majetku u žádosti o poskytnutí chráněného bydlení či zdravotně sociálních služeb srozumitelně podmíněných zdravotním stavem či životní situací. Jde také o upírání práva na rozhodování o sobě, zvláště v dlouhodobé ústavní péči. K nejzávažnějším současným projevům systémového týrání v ČR patří nadměrné a dálkové přemisťování části seniorů v dlouhodobé ústavní péči (např. pacienti z Prahy jsou odesíláni k následné či dokonce k terminální péči do zařízení vzdáleného 100 kilometrů bez ohledu na přerušení kontaktů s partnerem, s rodinou či s přirozeným sociálním prostředím).[18]
- Zanedbání péče přichází v geriatrii v úvahu v rámci opatrovnictví, ústavní péče jak nemocniční, tak dlouhodobé, popřípadě při poskytování smluvní domácí péče (home care, pečovatelská služba). Může jít také o opomenutí péče o nesoběstačného člena společné domácnosti. Extrémní případy mohou končit smrtí. WHO charakterizuje zanedbání péče jako „odpírání či selhání plnit pečovatelské (ošetřovatelské) závazky, bez ohledu na to, zda jde či nejde o vědomý a úmyslný pokus způsobit starému člověku tělesné či duševní potíže a ohrožení".[19]
- Zanedbání péče o sebe sama, tzv. self-neglect, je označení asociálního způsobu života s nedodržováním základních hygienických a sociálních norem, s neupraveností a s malhygienou tělesnou, v oblečení i v bydlení; bývají parazitární či hnisavé kožní choroby, často malnutrice. Jde o jedince, jejichž péče o sebe výrazně zaostává za společenským standardem. Žijí bezdomoveckým, tuláckým či žebráckým způsobem, který se vesměs nesnaží změnit či jeho změnu aktivně odmítají. Často jde o alkoholiky, narkomany či anomální osobnosti.
- Nevhodné zacházení (mistreatment) je obvykle souhrnné označení všech případů týrání, zanedbávání a zneužívání; jindy je to jen označení nesourodé skupiny nevhodných postojů a jednání, které mají negativní dopad na seniory, aniž by naplňovaly podstatu týrání, zanedbávání či zneužívání. Mnohdy není přítomen zlý úmysl. Jde například o paralyzování křehkého seniora hyperprotektivní péčí či o nadměrné či jinak nevhodné podávání léků, zvláště psychofarmak. Závažné jsou celospolečenské projevy nevhodného přístupu k seniorům – projevy ageismu[20][21] a segregace, které jsou negativně vnímány desítkami procent starších osob v každodenním životě včetně postojů sdělovacích prostředků.[19]
- Elder abuse se týká častěji žen, přesto bývá „ženská“ problematika ještě zdůrazňována a probírána samostatně. Ženská specifičnost týrání se obvykle týká tří oblastí: ženy v ústavní péči, osamělé vdovy a stárnoucí pečovatelky týrané závislou osobou.[19]

## Indikátory nevhodného zacházení se starým člověkem (příznaky týraného seniora)
Příznaky fyzického týrání mohou být různé; patří mezi ně:
- opakovaná, nejasně vysvětlovaná poranění,
- současná přítomnost poranění různého stáří,
- zanedbanost a pozdní ošetření ran,
- skutečnost, že senior postrádá lékařské pomůcky, jako jsou brýle, chodítko nebo sluchadla,
- úzkost a strach,
- depresivní příznaky,
- kachexie,
- imobilizační syndrom z omezování pohybu,
- známky nedostatečné péče, například existence nezaplacených účtů navzdory odpovídajícím finančním zdrojům.[22]

Mezi příznaky psychického týrání patří nejasná úzkost, strach, plačtivost a deprese.
K příznakům zanedbávání patří také malnutrice, dehydratace, hypotermie, imobilizační syndrom včetně dekubitů, pozdní ošetření chorob či poranění, malhygiena, úzkost, deprese, apatie, převoz nesoběstačného pacienta k hospitalizaci bez doprovodu, časté rehospitalizace s rychlou odezvou na standardní léčbu.

## Rizikové faktory
Byly identifikovány faktory, které zvyšují pravděpodobnost, že se určitý člověk stane obětí týrání či zneužívání i faktory, které zvyšují pravděpodobnost, že se nevhodného jednání naopak dopustí. Z kriminologického hlediska jde o kriminogenní proměnné, jejichž přítomnost by měla vést ke zvýšenému úsilí zachytit již nenápadné počáteční projevy týrání a zanedbávání.

### Rizikové faktory na straně oběti
K největším rizikům na straně oběti patří věk nad 75 let a přítomnost demence či deprese, dále pak poruchy paměti, osamělost s poruchou navazování kontaktu, teprve pak následují zdravotní problémy. Rizikem je také život mimo partnerský stav, soužití s cizími lidmi nebo osobnostní charakteristiky seniora. Dalšími rizikovými faktory, díky kterým se senior může stát obětí špatného zacházení, jsou:
- špatný zdravotní stav, ohrožení nebo ztráta soběstačnosti, závislost,
- těžší porucha kognitivních, afektivních nebo komunikačních schopností (demence, deprese),
- špatný zdravotní stav ⇒ osamělost (mimo vztah s agresorem), sociální izolace,
- soužití s agresorem a závislost na něm,
- některé povahové rysy, způsoby chování a řešení problémů,
- nízká úroveň a dostupnost terénních služeb a nezájem společnosti o řešení.[23]

### Rizikové faktory na straně pachatele
Rizikové faktory se týkají jak násilníka, tak i oběti. Tyto faktory by měly být varovným signálem pro pomáhající profese (například lékaře nebo sociální pracovníky), kteří s obětí a agresorem přicházejí do styku a díky těmto signálům by měli možnost podchytit násilí v jeho počáteční fázi. Mezi hlavní faktory, které zvyšují pravděpodobnost, že se někdo dopustí špatného jednání vůči závislé osobě (v tomto případě seniorovi), patří:
- alkoholismus nebo drogová závislost,
- psychopatologie či porucha sociálních vztahů,
- nízká intelektová úroveň,
- předchozí agresivní nebo asociální jednání,
- přetížení,
- syndrom vyhoření,
- závislost oběti (především bytová a materiální),
- existenční problémy,
- neochota poskytnout kvalitní péči,
- materiální a bytová závislost na seniorovi,
- nízká úroveň zájmů a ochrany před nežádoucím jednáním ze strany společnosti,
- ageistické nálady ve společnosti,
- syndrom vyhoření u pomáhajících.[23][24]

## Co seniorům brání ve využití pomoci
Existují různé faktory, které seniorům brání přiznat existenci zneužívání či zanedbávání a dovolat se pomoci. Senioři například
- se obávají ostudy,
- nechtějí přiznat své chyby (např. špatně vychovali děti…),
- považují to za soukromou, intimní záležitost,
- nevěří, že by jim někdo mohl pomoci,
- spíš se bojí, že se násilí ještě zhorší,
- nemají dost fyzických ani duševních, mentálních sil cokoli řešit,
- podléhají tendenci přijímat nálepku seniorů jako nepotřebných, což ovlivňuje jejich sebepojetí a zvyšuje závislou roli (labelling),
- mají nízké právní povědomí,
- obávají se změny,
- mají strach z osamělosti,
- trpí nedostatkem místní pomoci.[1]

## Pomoc obětem násilí na seniorech
- ŽIVOT 90 – bezplatná krizová telefonická pomoc s nonstop provozem pro seniory a jejich blízké sociálně-právní poradenství; psychologická poradna; poradna pro seniory ohrožené násilím.[25]
- Bílý kruh bezpečí – nepřetržitá telefonická linka pro pomoc obětem domácího násilí.[26]
- ROSA – centrum pro týrané a osamělé ženy.[27]

## Ochrana seniorů v českém právu
Novela českého zákona o obětech trestných činů přinesla i zvýšení práv pro oběti kriminality z řad seniorů. Senioři získávají právo na šetrný výslech, mohou si vybrat, zda je bude vyslýchat policista nebo policistka a například mají právo žádat, aby se během trestního řízení mohli vyhnout kontaktu s pachatelem. Mezi to nejpodstatnější zlepšení jejich situace v trestním řízení ale zcela určitě patří právo, že mohou požádat o zmocněnce, který je může bezplatně a citlivě provést celým trestním řízením. Výše popsané výhody pro seniory v trestním řízení jsou jejich právem, nikoli povinností je využít. Novela zákona samozřejmě umožňuje, aby si senioři i ve vysokém věku vzhledem ke svým schopnostem mohli hájit svá práva sami. Právo na bezplatného zmocněnce, který může sehrát obrovskou pomoc v případech, kdy je pachatel zjištěn a svoji trestnou činnost na seniorovi popírá. Jednak může požadovat za seniora provedení úkonů, které povedou k usvědčení pachatele a zejména pak dokáže uplatnit příslušnou náhradu škody a nemajetkové újmy. Přehodnocení názorů na úlohu seniorů v současné společnosti dokumentuje Charta práv a svobod starších občanů. Účelem této listiny je připomenout a uznat důstojnost, kterou mají požívat starší občané a zároveň připomenout a uznat jejich práva. Senioři mají, stejně jako ostatní skupiny obyvatel České republiky, práva zakotvená v Listině základních práv a svobod. V souvislosti s násilím páchaným na seniorech jde především o:
- právo na život (LZPS, čl. 6)
- právo nebýt mučen ani podroben krutému, nelidskému nebo ponižujícímu zacházení nebo trestu (LZPS, čl. 7)
- právo na osobní svobodu (LZPS, čl. 8)
- právo na lidskou důstojnost (LZPS, čl. 10(1))
- právo na nedotknutelnost obydlí s výjimkou nezbytnosti ochrany života nebo zdraví jednotlivců, ochrany práv a svobod druhých, nebo odvrácení závažného ohrožení veřejné bezpečnosti a pořádku (LZPS, čl. 12(3))
- právo na svobodu pohybu (LZPS, čl. 14(1))

Práva seniorů jsou rovněž zakotvena v mezinárodních úmluvách, ke kterým se Česká republika zavázala. Českou republikou ratifikované smlouvy se podílejí na podobě naší legislativy. Všeobecná deklarace lidských práv stanovuje, že:
- každý má právo na život, svobodu a osobní bezpečnost (čl. 3)
- nikdo nesmí být mučen nebo podrobován krutému, nelidskému nebo ponižujícímu zacházení nebo trestu (čl. 5)
- státy musí zajistit účinnou a odpovídající ochranu proti činům porušujícím základní práva přiznána člověku ústavou nebo zákonem (čl. 8)

Zákon č. 89/2012 Sb., občanský zákoník
- § 744, 745, 747 a 748 Některá ustanovení o bydlení mezi manžely
- § 751-753 Zvláštní ustanovení proti domácímu násilí
- § 1481, 1482 Dědická nezpůsobilost
- § 1646 Vydědění
- § 2072, 2074, 2075 a 2078 Odvolání daru pro nevděk
- § 2956-2968 Náhrada při újmě na přirozených právech člověka

Zákon č. 99/1963 Sb., občanský soudní řád
- § 74-75c, § 76 odst. 1 písm. a), e) a násl. Předběžná opatření

Zákon č. 292/2013 Sb., o zvláštních řízeních soudních
- § 400-414, zejm. § 401-405 Předběžné řízení ve věci ochrany proti domácímu násilí
- § 492-496 Zvláštní ustanovení o výkonu rozhodnutí ve věci ochrany proti domácímu násilí

Zákon č. 273/2008 Sb., o Policii České republiky
- § 44-47 Vykázání
- § 50 Krátkodobá ochrana osoby

Zákon č. 251/2016 Sb., o některých přestupcích
- § 7 (zejm. odst. 1, 6 a 7) Přestupky proti občanskému soužití

Zákon č. 40/2009 Sb., trestní zákoník
- § 145 Těžké ublížení na zdraví
- § 146 Ublížení na zdraví
- § 198 Týrání svěřené osoby (týká se nejen dítěte, ale i například seniora nebo osoby se zdravotním handicapem, která je někomu „svěřena do péče“)
- § 199 Týrání osoby žijící ve společném obydlí
- § 337 Maření výkonu úředního rozhodnutí a vykázání
- § 367 Nepřekažení trestného činu
- § 368 Neoznámení trestného činu

Zákon č. 45/2013 Sb., o obětech trestných činů
- § 2 odst. 4, § 3 odst. 1 Zvlášť zranitelná oběť
- § 8 Informace poskytované oběti Policií České republiky, policejním orgánem a státním zástupcem
- § 11 Další informace poskytované oběti
- § 17-22 Právo na ochranu před druhotnou újmou[31]